# Список представителей Российской Федерации при международных организациях
В статье представлен список представителей Российской Федерации при международных организациях.
Посольства, консульства и другие представительства СССР за рубежом перешли в ведение Министерства иностранных дел РСФСР от упраздняемого Министерства внешних сношений СССР по указу президента РСФСР от 18 декабря 1991 года № 291 «О внешнеполитической службе РСФСР». Послы и представители СССР при этом не переназначались. Даты назначения представителей Российской Федерации, назначенных ещё в качестве представителей СССР, в списке не указаны.
В соответствии с указом президента Российской Федерации от 15 октября 1999 года № 1371 «О порядке присвоения и сохранения дипломатических рангов и об установлении ежемесячной надбавки к должностному окладу за дипломатический ранг» лицам, занимающим должность постоянного представителя (представителя, постоянного наблюдателя) Российской Федерации при международной организации присваиваются дипломатические ранги чрезвычайного и полномочного посла, чрезвычайного и полномочного посланника 1 класса.
После даты назначения или освобождения от должности стоит номер соответствующего указа президента Российской Федерации, для Дунайской комиссии — номер распоряжения правительства.

## ООН
Постоянные представители Российской Федерации при Организации Объединённых Наций в Нью-Йорке, США и Представители Российской Федерации в Совете Безопасности Организации Объединённых Наций
1. Воронцов, Юлий Михайлович (до 23 июля 1994 г., № 1536)
2. Лавров, Сергей Викторович (7 июля 1994 г., № 1475 — 12 июля 2004 г., № 871)
3. Денисов, Андрей Иванович (12 июля 2004 г., № 873 — 8 апреля 2006 г., № 334)
4. Чуркин, Виталий Иванович (8 апреля 2006 г., № 336 — 20 февраля 2017 г.[1]†)
5. Ильичёв, Пётр Викторович (врио 24 февраля 2017 г. — 26 июля 2017 г.)
6. Небензя, Василий Алексеевич (с 26 июля 2017 г., № 340)

## Отделение ООН и другие международные организации в Женеве
Постоянные представители Российской Федерации при Отделении ООН и других международных организациях в Женеве, Швейцарская Конфедерация
1. Макеев, Евгений Николаевич (до 19 октября 1993 г., № 1663)
2. Колосовский, Андрей Игоревич (19 октября 1993 г., № 1664 — 11 декабря 1996 г., 1664)
3. Крылов, Сергей Борисович (11 декабря 1996 г., № 1665 — 3 сентября 1997 г., № 977)
4. Сидоров, Василий Сергеевич (18 декабря 1997 г., № 1344 — 31 июля 2001 г., № 941)
5. Скотников, Леонид Алексеевич (31 июля 2001 г., № 942 — 26 декабря 2005 г., № 1528)
6. Лощинин, Валерий Васильевич (26 декабря 2005 г., № 1529 — 5 декабря 2011 г., № 1583)
7. Бородавкин, Алексей Николаевич (5 декабря 2011 г., № 1585 — 31 января 2018 г., № 43)
8. Гатилов, Геннадий Михайлович (с 31 января 2018 г., № 44)

## ЮНЕСКО
Постоянные представители Российской Федерации при Организации Объединённых Наций по вопросам образования, науки и культуры (ЮНЕСКО) — Постоянные представители Российской Федерации при ЮНЕСКО в Париже, Французская Республика
1. Ломейко, Владимир Борисович (до 22 сентября 1993 г., № 1402)
2. Федотов, Михаил Александрович (22 сентября 1993 г., № 1403 — 24 января 1998 г., № 67)
3. Сидоров, Евгений Юрьевич (24 января 1998 г., № 68 — 4 июня 2002 г., № 549)
4. Каламанов, Владимир Авдашевич (4 июня 2002 г., № 551 — 28 января 2009 года, № 93)
5. Митрофанова, Элеонора Валентиновна (28 января 2009 г., № 94 — 19 сентября 2016 г., № 478)
6. Кузнецов Александр Игоревич (19 сентября 2016 г., № 479 — 12 января 2023 г. № 7)
7. Аляутдинов Ринат Жафярович (с 12 января 2023 г. № 8)

## Международные организации в Вене
Постоянные представители Российской Федерации при международных организациях в Вене, Австрийская Республика
1. Тимербаев, Роланд Михайлович (до 10 февраля 1992 г., № 130)
2. Зайцев, Юрий Владимирович (10 февраля 1992 г., № 132 — 24 марта 1995 г., № 315)
3. Соколов, Олег Михайлович (24 марта 1995 г., № 316 — 18 марта 1999 г., № 359)
4. Лощинин, Валерий Васильевич (18 марта 1999 г., № 360 — 7 апреля 2001 г., № 409)
5. Берденников, Григорий Витальевич (7 апреля 2001 г., № 410 — 9 января 2007 г., № 13)
6. Змеевский, Александр Владимирович (9 января 2007 г., № 14 — 26 июля 2011 г., № 989)
7. Воронков, Владимир Иванович (26 июля 2011 г., № 990 — 7 августа 2017 г., № 368)
8. Ульянов, Михаил Иванович (с 23 января 2018 г., № 19)

## Международные организации в Найроби
Постоянные представители Российской Федерации при международных организациях в Найроби, Республика Кения (представителями по совместительству назначаются послы в Кении)
1. Китаев, Владимир Сергеевич (до 1 сентября 1992 г., № 1040)
2. Майорский, Борис Григорьевич (1 сентября 1992 г., № 1041 — 21 июля 1998 г., № 858)
3. Цепов, Борис Анатольевич (21 июля 1998 г., № 859 — 5 декабря 2000 г., № 1969)
4. Игнатьев, Александр Александрович (5 декабря 2000 г., № 1970 — 27 июля 2005 г., № 882)
5. Егошкин, Валерий Евгеньевич (27 июля 2005 г., № 883 — 23 декабря 2010 г., № 1585)
6. Макаренко, Александр Михайлович (23 декабря 2010 г., № 1586 — 4 мая 2018 г., № 191)
7. Максимычев, Дмитрий Игоревич (4 мая 2018 г., № 192 — 20 августа 2024 г., № 710)
8. Ткаченко, Всеволод Игоревич (с 20 августа 2024 г., № 711)

## ЭСКАТО
Постоянные представители Российской Федерации при ЭСКАТО в Бангкоке, Королевство Таиланд (представителями по совместительству назначаются послы в Таиланде)
1. Босторин, Олег Владимирович (до 6 сентября 1997 г., № 999)
2. Малыгин, Валерий Владимирович (6 сентября 1997 г., № 1000 — 29 января 2001 г., № 84)
3. Островенко, Евгений Дмитриевич (29 января 2001 г., № 85 — 9 ноября 2004 г., № 1420)
4. Афанасьев, Евгений Владимирович (9 ноября 2004 г., № 1421 — 3 февраля 2010 г., № 134)
5. Марьясов, Александр Георгиевич (3 февраля 2010 г., № 135 — 25 августа 2014 г., № 579)
6. Барский, Кирилл Михайлович (25 августа 2014 г., № 580 — 2 ноября 2018 г., № 628)
7. Томихин, Евгений Юрьевич (с 2 ноября 2018 г., № 629)

## Европейские сообщества
Постоянный представитель РСФСР при Европейских сообществах в Брюсселе, Бельгия — Постоянный представитель Российской Федерации при Европейском союзе в Брюсселе, Бельгия — Постоянные представители Российской Федерации при Европейских сообществах в Брюсселе, Королевство Бельгия
1. Шемятенков, Владимир Георгиевич (февраль 1989 г. — 2 марта 1991 г., № УП-1586)
2. Воронин, Лев Алексеевич (2 марта 1991 г., № УП-1587 — 24 сентября 1991 г., № УП-2619)
3. Силаев, Иван Степанович (18 декабря 1991 г., № 303 — 7 февраля 1994 г., № 249)
4. Макаров, Анатолий Анатольевич (врем. поверенный 1994 г. — апрель 1998 г.)
5. Лихачёв, Василий Николаевич (5 мая 1998 г., № 490 — 11 марта 2003 г., № 317)
6. Фрадков, Михаил Ефимович[2] (14 мая 2003 г., № 526 — 5 марта 2004 г., № 299)
7. Петраков, Михаил Иванович (врем. поверенный март 2004 г. — сентябрь 2005 г.)
8. Чижов, Владимир Алексеевич (15 июля 2005 г., № 802 — 26 сентября 2022 г., № 665)
9. Логвинов, Кирилл Михайлович (и. о. 27 сентября 2022 г. — ноябрь 2024 г.)[3]
10. Малаян, Карен Карпушевич (и. о. с ноября 2024 г.)

## ОБСЕ
Постоянные представители Российской Федерации при Организации по безопасности и сотрудничеству в Европе (ОБСЕ) в Вене, Австрийская Республика
1. Ушаков, Юрий Викторович (13 мая 1996 г., № 705 — 6 января 1998 г., № 8)
2. Белоус, Олег Николаевич (6 января 1998 г., № 9 — 4 июня 2001 г., № 642)
3. Алексеев, Александр Юрьевич (4 июня 2001 г., № 643 — 9 апреля 2004 г., № 516)
4. Бородавкин, Алексей Николаевич (9 апреля 2004 г., № 518 — 26 марта 2008 г., № 412)
5. Азимов, Анвар Сарварович (31 июля 2008 г., № 1156 — 7 июня 2011 г., № 709)
6. Келин, Андрей Владимирович (7 июня 2011 г., № 710 — 5 августа 2015 г., № 406)
7. Лукашевич, Александр Казимирович (с 5 августа 2015 г., № 407)

## СНГ
Постоянные представители Российской Федерации при уставных и других органах Содружества Независимых Государств в Минске, Республика Беларусь
1. Воробьёв, Вячеслав Петрович (11 декабря 1996 г., № 1662 — 22 июля 2003 г., № 822)
2. Белов, Евгений Владимирович (28 июля 2003 г., № 845 — 14 июля 2009 г., № 802)
3. Копейко, Сергей Борисович (14 июля 2009 г., № 803 — ?)
4. Громыко, Игорь Анатольевич (28 декабря 2009 г., № 1508 — 3 февраля 2014 г., № 51)
5. Шведов, Андрей Владимирович (3 февраля 2014 г., № 52 — 17 августа 2018 г., № 486)
6. Грозов, Андрей Юрьевич (с 17 августа 2018 г., № 487)

## Совет Европы
Постоянные представители Российской Федерации при Совете Европы в Страсбурге, Французская Республика
1. Прохоров, Евгений Маратович (16 декабря 1996 г., № 1697 — умер 21 мая 1998 г.)
2. Вдовин, Андрей Валентинович (13 октября 1998 г., № 1221 — 31 мая 2001 г., № 622)
3. Орлов, Александр Константинович (31 мая 2001 г., № 623 — 3 января 2007 г., № 1)
4. Алексеев, Александр Юрьевич (3 января 2007 г., № 2 — 1 октября 2015 г., № 497)
5. Солтановский, Иван Дмитриевич (1 октября 2015 г., № 498 — 22 ноября 2022 г., № 843)

## НАТО
Постоянные представители СССР и Российской Федерации при Организации Североатлантического договора (НАТО) в Брюсселе, Королевство Бельгия (представителем по совместительству в 1990—2003 гг. назначался посол в Бельгии)
1. Афанасьевский, Николай Николаевич (24 июля 1990 г. № 365 (указ Президента СССР) — 3 октября 1994 г. № 1959 (Указ Президента России)
2. Чуркин, Виталий Иванович (3 октября 1994 г., № 1960 — 25 февраля 1998 г., № 198)
3. Кисляк, Сергей Иванович (25 февраля 1998 г., № 199 — 11 марта 2003 г., № 321)
4. Тоцкий, Константин Васильевич (16 мая 2003 г., № 530 — 9 января 2008 г., № 7)
5. Рогозин, Дмитрий Олегович (9 января 2008 г., № 8 — 23 декабря 2011 г., № 1680)
6. Корчунов, Николай Викторович (декабрь 2011 — ноябрь 2012, и. о.)
7. Грушко, Александр Викторович (23 октября 2012 г., № 1435 — 22 января 2018 г., № 17)
8. Горлач, Юрий Андреевич (январь 2018 — сентябрь 2021, и. о.[4])

Представитель Российской Федерации в главном командовании Объединённых вооружённых сил НАТО в Европе
1. Шевцов, Леонтий Павлович (1995—1997)

Главные военные представители Российской Федерации при НАТО
1. Заварзин, Виктор Михайлович (1997—2002)
2. Кузнецов, Валентин Сергеевич (2002—2008)
3. Маслов, Алексей Федорович (2008—2011)
4. Буров, Александр Александрович (врид 2011—2013)
5. Евневич, Валерий Геннадьевич (2013—2014)
6. Буров, Александр Александрович (врио 2014—201?)
7. Орлов, Сергей Петрович (врио 201?—2021)

## Организация по запрещению химического оружия
Постоянные представители Российской Федерации при Организации по запрещению химического оружия в Гааге, Королевство Нидерландов (представителями по совместительству назначаются послы в Нидерландах)
1. Ходаков, Александр Георгиевич (17 апреля 1998 г., № 408 — 20 августа 2003 г., № 975)
2. Геворгян, Кирилл Горациевич (20 августа 2003 г., № 976 — 5 ноября 2009 г., № 1238)
3. Колодкин, Роман Анатольевич (5 ноября 2009 г., № 1239 — 15 сентября 2015 г., № 462)
4. Шульгин, Александр Васильевич (15 сентября 2015 г., № 463 — 5 декабря 2023 г., № 930)
5. Тарабрин, Владимир Евгеньевич (с 5 декабря 2023 г., № 931)

## Конференция по разоружению
Постоянные представители Российской Федерации при Конференции по разоружению в Женеве, Швейцарская Конфедерация (представителями по совместительству с 1998 г. назначаются Постоянные представители Российской Федерации при Отделении ООН и других международных организациях в Женеве, Швейцарская Конфедерация)
1. Берденников, Григорий Витальевич (Указ о назначении не найден — 3 февраля 1998 г., № 133)
2. Сидоров, Василий Сергеевич (17 апреля 1998 г., № 407 — 31 июля 2001 г., № 941)
3. Скотников, Леонид Алексеевич (31 июля 2001 г., № 942 — 26 декабря 2005 г., № 1528)
4. Лощинин, Валерий Васильевич (26 декабря 2005 г., № 1529 — 5 декабря 2011 г., № 1583)
5. Бородавкин, Алексей Николаевич (5 декабря 2011 г., № 1585 — 31 января 2018 г., № 43)
6. Гатилов, Геннадий Михайлович (с 31 января 2018 г., № 44)

## Евразийское экономическое сообщество
Постоянный представитель Российской Федерации при Евразийском экономическом сообществе
1. Михайлов, Евгений Николаевич (17 июля 2002 г., № 747 — 1 февраля 2012 г., № 137)

## ФАО
Постоянные представители Российской Федерации при Продовольственной и сельскохозяйственной организации Объединённых Наций (ФАО) и Всемирной продовольственной программе ООН (ВПП) в Риме, Итальянская Республика (представителем по совместительству в 2006—2012 годах был посол в Италии)
1. Мешков, Алексей Юрьевич (2 сентября 2006 г., № 961 — 14 декабря 2012 г., № 1663)
2. Горбань, Александр Васильевич (7 апреля 2014 г., № 215 — 6 октября 2017 г.[5])

Постоянные представители Российской Федерации при Продовольственной и сельскохозяйственной организации Объединённых Наций (ФАО) и других международных организациях со сходными функциями в Риме, Итальянская Республика
1. Васильев, Виктор Львович (24 апреля 2018 г., № 173 — 3 октября 2023 г., № 738)
2. Голубовский, Игорь Леонидович (с 3 октября 2023 г., № 739)

## Организация Исламского сотрудничества
Постоянные представители Российской Федерации при Организации Исламского сотрудничества в г. Джидда, Королевство Саудовская Аравия (с сентября 2011 г. по декабрь 2018 г. представителями по совместительству назначались послы в Саудовской Аравии)
1. Исхаков, Камиль Шамильевич (14 июля 2008 г., № 1089 — 6 сентября 2011 г., № 1165)
2. Озеров, Олег Борисович (6 сентября 2011 г., № 1166 — 20 февраля 2017 г., № 75)
3. Козлов, Сергей Георгиевич (20 февраля 2017 г., № 77 — 20 декабря 2018 г., № 738)
4. Абдулатипов, Рамазан Гаджимурадович (20 декабря 2018 г., № 739 — 17 июля 2023 г., № 523)
5. Даудов, Турко Илмадиевич (с 17 июля 2023 г., № 524)

## Организация Договора о коллективной безопасности
Полномочные представители Российской Федерации при Организации Договора о коллективной безопасности
1. Халевинский, Игорь Васильевич (22 февраля 2004 г., № 257 — 3 апреля 2006 г., № 317)
2. Ранних, Александр Александрович (3 апреля 2006 г., № 317 — 23 августа 2010 г., № 1050)
3. Лякин-Фролов, Игорь Семёнович (23 августа 2010 г., № 1050 — 11 июля 2013 г., № 623)
4. Васильев, Виктор Львович (21 октября 2013 г., № 791 — 13 июня 2018 г., № 301)

Постоянные и полномочные представители Российской Федерации при Организации Договора о коллективной безопасности
1. Шведов, Андрей Владимирович (21 февраля 2019 г., № 73 — 21 сентября 2021 г., № 537)
2. Агасандян, Микаэл Вадимович (21 сентября 2021 г., № 538 — 9 апреля 2024 г., № 250)
3. Васильев, Виктор Львович (с 9 апреля 2024 г., № 251)

## Лига арабских государств
Полномочные представители Российской Федерации при Лиге арабских государств в Каире, Арабская Республика Египет (представителями по совместительству назначаются послы в Египте)
1. Богданов, Михаил Леонидович (18 октября 2005 г., № 1216 — 12 июня 2011 г., № 789)
2. Кирпиченко, Сергей Вадимович (7 сентября 2011 г., № 1171 — 2 сентября 2019 г.†)
3. Борисенко, Георгий Евгеньевич (с 27 апреля 2020 г., № 291)

## Африканский союз
Полномочные представители Российской Федерации при Африканском союзе в Аддис-Абебе, Федеративная Демократическая Республика Эфиопия (представителями по совместительству назначаются послы в Эфиопии)
1. Афанасьев, Михаил Юрьевич (9 ноября 2006 г., № 1256 — 29 октября 2010 г., № 1304)
2. Уткин, Валерий Иванович (29 октября 2010 г., № 1305 — 23 июня 2014 г., № 455)
3. Ткаченко, Всеволод Игоревич (23 июня 2014 г., № 456 — 27 марта 2019 г., № 133)
4. Терехин, Евгений Евгеньевич (с 27 марта 2019 г., № 134)

## Организация американских государств
Постоянные наблюдатели Российской Федерации при Организации американских государств в Вашингтоне, США (наблюдателями по совместительству в 1992—1994 гг. и с 1998 г. назначаются послы в США)
1. Лукин, Владимир Петрович (7 мая 1992 г., № 218-рп — 8 февраля 1994 г., № 255)
2. Чернышёв, Владимир Иванович (7 декабря 1994 г., № 2165 — умер 31 августа 1997 г.)
3. Ушаков, Юрий Викторович (16 декабря 1998 г., № 1591 — 31 мая 2008 г., № 866)
4. Кисляк, Сергей Иванович (26 июля 2008 г., № 1122 — 21 августа 2017 г., № 394)
5. Антонов, Анатолий Иванович (21 августа 2017 г., № 395 — 10 октября 2024 г., № 862)
6. Ким, Александр Вячеславович (10 октября 2024 — 6 марта 2025) (врем. поверенный)
7. Дарчиев, Александр Никитич (с 6 марта 2025 г., № 121)

## Латиноамериканская ассоциация интеграции
Наблюдатели Российской Федерации при Комитете представителей Латиноамериканской ассоциации интеграции (наблюдателями по совместительству назначаются послы в Уругвае)
1. Головин, Борис Вячеславович (1 октября 1993 г., № 1520 — 13 апреля 1999 г., № 473)[6]
2. Астахов, Евгений Михайлович (9 августа 1999 г., № 1023 — 31 июля 2000 г., № 1404)
3. Бурляй, Ян Анастасьевич (31 июля 2000 г., № 1405 — 26 сентября 2005 г., № 1127)
4. Кошкин, Сергей Николаевич (26 сентября 2005 г., № 1128 — 5 ноября 2013 г., № 824)[7]
5. Лабецкий, Алексей Казимирович (15 января 2014 г., № 22 — 10 января 2018 г., № 10)
6. Софинский, Николай Всеволодович (10 января 2018 г., № 11 — 5 октября 2020 г., № 598)
7. Будаев, Андрей Владимирович (5 октября 2020 г., № 599 — 22 апреля 2025 г., № 258)
8. Исаков, Алексей Викторович (с 22 апреля 2025 г., № 259)

## Ассоциация государств Юго-Восточной Азии (АСЕАН)
Постоянные представители Российской Федерации при Ассоциации государств Юго-Восточной Азии (АСЕАН) в Джакарте, Республика Индонезия (в 2009—2017 годах представителями по совместительству назначались послы в Индонезии)
1. Иванов, Александр Анатольевич (20 января 2009 г., № 71 — 11 октября 2012 г., № 1398)
2. Галузин, Михаил Юрьевич (25 октября 2012 г., № 1438 — 7 августа 2017 г., № 354)
3. Иванов, Александр Анатольевич (7 августа 2017 г., № 355 — 28 марта 2023 г., № 207)
4. Загайнов, Евгений Тимофеевич (с 28 марта 2023 г., № 208)

## Всемирная туристская организация
Постоянные представители Российской Федерации при Всемирной туристской организации в Мадриде, Королевство Испания (представителем по совместительству был посол в Испании)
1. Корчагин, Юрий Петрович (3 февраля 2014 г., № 53 — 18 ноября 2022 г., № 835)

## Всемирная торговая организация(ВТО)
Постоянные представители Российской Федерации при Всемирной торговой организации (ВТО) в Женеве, Швейцарская Конфедерация
1. Овечко, Геннадий Алексеевич (17 февраля 2014 г., № 83 — 5 декабря 2019 г., № 580)
2. Лякишев, Дмитрий Владимирович (5 декабря 2019 г., № 581 — 1 марта 2024 г., № 151)
3. Платонов, Николай Валерьевич (с 1 марта 2024 г., № 152)

## Международный орган по морскому дну(МОМД)
Постоянные представители Российской Федерации при Международном органе по морскому дну в Кингстоне, Ямайка (представителями по совместительству назначаются послы на Ямайке)
1. Винокуров, Владимир Николаевич (14 марта 2016 г., № 121 — 24 мая 2021 г., № 307)
2. Петрович, Сергей Святославович (с 24 мая 2021 г., № 314)

## Дунайская комиссия
Представители Российской Федерации в Дунайской комиссии (представителями по совместительству назначаются послы в Венгрии)
1. Абоимов, Иван Павлович (до 22 января 1997 г., № 64)
2. Богданов, Феликс Петрович (22 января 1997 г., № 64 — 31 августа 2000 г., № 1201-р)
3. Мусатов, Валерий Леонидович (31 августа 2000 г., № 1201-р — 25 апреля 2006 г., № 581-р)
4. Савольский, Игорь Сергеевич (25 апреля 2006 г., № 581-р — 14 декабря 2009 г., № 1936-р)
5. Толкач, Александр Александрович (14 декабря 2009 г., № 1936-р — 4 марта 2015 г., № 357-р)
6. Сергеев, Владимир Николаевич (4 марта 2015 г., № 357-р — 9 апреля 2021 г., № 922-р)
7. Станиславов, Евгений Арнольдович (с 9 апреля 2021 г., № 922-р)